# Talmine
Talmine est une commune berbérophone de la wilaya de Timimoun en Algérie.

## Géographie

### Situation
Le territoire de la commune de Talmine se situe au nord-ouest de la wilaya d'Adrar. Le chef-lieu de la commune est situé à 164 km à vol d'oiseau au nord-ouest d'Adrar et à 215 km par la route, et à 103 km à l'ouest de Timimoun par la route.
| Ouled Khoudir (wilaya de Béchar) | Ouled Aïssa | Ouled Aïssa |
| Ouled Khoudir (wilaya de Béchar) | Talmine     | Charouine   |
| Ksabi (wilaya de Béchar)         | Tsabit      | Charouine   |

### Localités de la commune
En 1984, la commune de Talmine est constituée à partir des localités suivantes :
- Boukezine
- Talmine
- Saguia
- Guettouf
- Takialt
- Taghouzi
- Naama
- Taarabien
- Tamesguelout
- Timarine
- Yahia Oudriss
- Bahmou
- Zaïtar
- Rached
- Taknout
- Gallou

## Santé
Les consultations spécialisées ainsi que les hospitalisations des habitants de cette commune se font dans l'un des hôpitaux de la wilaya d'Adrar:
- Hôpital Ibn Sina d'Adrar[4].
- Hôpital Mohamed Hachemi de Timimoun[5].
- Hôpital de Reggane.
- Hôpital Noureddine Sahraoui d'Aoulef[6].
- Hôpital de Bordj Badji Mokhtar[7].
- Hôpital de Zaouiet Kounta.
- Pôle hospitalier de Tililane[8].
  - Hôpital général de 240 lits[9].
  - Hôpital gériatrique de 120 lits.
  - Hôpital psychiatrique de 120 lits.
  - Centre anti-cancer de 120 lits.